# 物部小事
物部 小事（もののべ の おごと、生没年不詳）は、古墳時代（6世紀前期）の豪族で物部連の一人。姓は連。

## 概要
『先代旧事本紀』「天孫本紀」では、宇摩志麻治命12世の孫で、志陀連、柴垣連、田井連らの祖とされる。『続日本紀』延暦5年（786年）10月21日条で外従五位下の位階を授かった常陸信太郡大領の物部志太連大成などを小事の子孫とみる説もある。また、『続日本後紀』には、坂東を征し、その功勳により下総国に匝瑳郡が建郡されたとし、物部匝瑳氏（匝瑳連）の祖とする記事がある。物部匝瑳氏は鎮守府の高官を輩出し、足継・熊猪・末守が鎮守将軍に任ぜられている。
このため、信太連（志陀連・志太連）の常陸国信太郡と匝瑳連の下総国匝瑳郡にはさまれた下総国香取郡や香取神宮と小事の関係も説かれ、現在の千葉県匝瑳市にある老尾神社の祭神を小事とし、香取神宮の大禰宜の香取連を物部氏とする説もある。